# Micro-simulation dynamique du trafic
La micro-simulation dynamique du trafic est une forme de simulation du trafic dans laquelle :
- chaque véhicule (micro-simulation) (voiture, piéton, bus, tramways) est modélisé individuellement ;
- les véhicules interagissent entre eux (les véhicules cèdent les priorités, respectent un créneau de sécurité...) et avec l'infrastructure (les véhicules respectent les limitations de vitesse, s'arrêtent au feu rouge ou jaune...) ;
- la simulation informatique est dynamique : par opposition aux modèles statiques, l'état du trafic varie au cours du temps.